# Dawid Kurminowski
Dawid Kurminowski (født 24. februar 1999 i Śrem) er en polsk fodboldspiller, der spiller for polske Zagłębie Lubin. Han kom hertil fra danske AGF, først på en lejeaftale, senere på en permanent aftale. Han har tidligere spillet for blandt andet slovakiske MŠK Žilina.
Han blev topscorer i den bedste slovakiske liga i 2020-2021 med 20 mål.

## Klubkarriere
Kurminowski spillede i mindre klubber som dreng, inden han i 2013 kom til Lech Poznań.

### Lech Poznań og MŠK Žilina
Han begyndte at spille på Lechs reservehold i 2017. Han blev i 2018 udlejet til slovakiske MFK Zemplín Michalovce og efterfølgende til ligeledes slovakiske MŠK Žilina. Fire mål i ni kampe var nok til at overbevise slovakkerne om, at han skulle have en kontrakt hos dem, og han fik kontrakt med Žilina i januar 2020. Her fik han succes, idet han i sæsonen 2020-2021 scorede 20 mål og blev topscorer i den bedste slovakiske liga.

### AGF
12. juli 2021 købte AGF ham til førsteholdet i den danske superliga. Han debuterede allerede seks dage senere i sæsonens første kamp mod Brøndby IF og spillede hele kampen, der endte 1-1.
Imidlertid kunne han ikke følge op på successen fra den slovakiske liga, og det blev ikke til så meget spilletid, som polakken havde håbet. Så i slutningen af sommerens transfervindue i 2022 udlejede AGF Kurminowski til Zagłębie Lubin for resten af sæsonen 2022-2023.

### Zagłębie Lubin
Efter et vellykket lejeophold skiftede Kurminowski permanent til Zagłębie Lubin i sommeren 2023.

## Landshold
Kurminowski har spillet på alle polske ungdomshold og spillet 22 kampe pr. juli 2021.